# Bondeno
Bondeno ist eine italienische Gemeinde (comune) mit 13.918 Einwohnern (Stand 31. Dezember 2023) in der Provinz Ferrara in der Region Emilia-Romagna.

## Geographische Lage
Die Kleinstadt liegt 19 Kilometer westlich der Provinzhauptstadt Ferrara,  südlich des Orts, an dem der Fluss Panaro in den Po mündet.

## Geschichte
Die Stadt  ist das Zentrum eines landwirtschaftlichen Gebiets, das früher für den Anbau von hochwertigem Hanf  berühmt war.  Früher war das Gebiet zwischen der Gräfin Mathilde von Canossa und den Estensi geteilt. Heute werden in der Region unter anderem Wassermelonen angebaut.

## Sehenswürdigkeiten
- Matildenturm (Torre Matildea)
- Wallfahrtskirche Madonna della Pioppa in Ospitale

## Persönlichkeiten
- Pina Gallini (1888–1974), Schauspielerin
- Decio Pavani (1891–1959), Turner
- Matteo Donegà (* 1998), Radrennfahrer